# Distrito de Prešov
El distrito de Prešov (en eslovaco Okres Prešov) es una unidad administrativa (okres) de Eslovaquia Oriental, situado en la región de Prešov, con 161 782 habitantes (en 2001) y una superficie de 934 km². Su capital es la ciudad de Prešov, que también es la capital de la región.

## Demografía
| Año        | 1994    | 2004    | 2014    | 2024    |
| ---------- | ------- | ------- | ------- | ------- |
| Población  | 156 452 | 163 743 | 171 778 | 175 447 |
| Diferencia |         | +4,66 % | +4,90 % | +2,13 % |

| Año        | 2023    | 2024    |
| ---------- | ------- | ------- |
| Población  | 174 741 | 175 447 |
| Diferencia |         | +0,40 % |

## Ciudades (población año 2017)
- Prešov (capital) 89 138
- Veľký Šariš 6185

## Municipios
- Abranovce 688
- Bajerov 450
- Bertotovce 498
- Brestov 433
- Bretejovce 403
- Brežany 181
- Bzenov 771
- Čelovce 336
- Červenica 958
- Chmeľov 1019
- Chmeľovec 443
- Chmiňany 966
- Chminianska Nová Ves 1293
- Chminianske Jakubovany 2370
- Demjata 1071
- Drienov 2226
- Drienovská Nová Ves 808
- Dulova Ves 1088
- Fintice 2036
- Fričovce 1144
- Fulianka 386
- Geraltov 124
- Gregorovce 839
- Haniska 698
- Hendrichovce 241
- Hermanovce 1942
- Hrabkov 698
- Janov336
- Janovík 318
- Kapušany 2246
- Kendice 2001
- Klenov 228
- Kojatice 1126
- Kokošovce 872
- Krížovany 374
- Kvačany 291
- Lada 848
- Lažany 186
- Lemešany 1941
- Lesíček 415
- Ličartovce 983
- Lipníky 492
- Lipovce 524
- Ľubotice 3392
- Ľubovec 498
- Lúčina 173
- Malý Šariš 1683
- Malý Slivník 960
- Medzany 882
- Miklušovce 308
- Mirkovce1327
- Mošurov 182
- Nemcovce 476
- Okružná 481
- Ondrašovce 55
- Ovčie 662
- Petrovany 1973
- Podhorany 823
- Podhradík 399
- Proč 412
- Pušovce 535
- Radatice 798
- Rokycany 1064
- Ruská Nová Ves 1221
- Šarišská Poruba 629
- Šarišská Trstená 362
- Šarišské Bohdanovce 843
- Sedlice 1044
- Seniakovce 144
- Šindliar 545
- Široké 2505
- Štefanovce 211
- Suchá Dolina 196
- Svinia 2279
- Teriakovce 751
- Terňa 1291
- Trnkov 232
- Tuhrina 493
- Tulčík 1325
- Varhaňovce 1470
- Veľký Slivník 334
- Víťaz 2023
- Vyšná Šebastová 1271
- Záborské 879
- Záhradné 1007
- Žehňa 1177
- Žipov 295
- Zlatá Baňa 470
- Župčany 1592